# Église de Sainte Marie du Zit
L'église de Sainte Marie du Zit, située dans la ville d'Oued Ez Zit en Tunisie, est une église catholique construite en 1895 pendant le protectorat français. Cédée au gouvernement tunisien en 1964, elle sert désormais de dépôt privé.

## Création du village
L'histoire du village de Sainte Marie du Zit commence en 1891 quand des investisseurs lyonnais négocient avec la famille Ben Ayech l'achat d'un immense domaine de plus de 12 000 hectares de terres incultes et en friches entre Zaghouan et Hammamet. Une fois la propriété immatriculée par le vendeur tunisien, les acheteurs s'en portent acquéreurs le 4 décembre 1891 au nom de la « Société lyonnaise de l'oued Ramel ».
Ils contactent alors l'abbé Boisard qui dirige une école professionnelle pour de jeunes apprentis lyonnais afin de lui proposer d'y créer un centre professionnel agricole pour de jeunes orphelins. Après avoir visité les lieux, celui-ci accepte et fait venir à dos de dromadaires tous les matériaux nécessaires à la construction d'un orphelinat sur la parcelle de 500 hectares qu'on a mise gracieusement à sa disposition. Mais l'installation se limite au début à une baraque démontable couverte d'une toile qui retombe jusqu'à terre et qu'on peut relever à loisir pour y installer le matériel nécessaire aux activités agricoles.
Pendant que le reste du domaine est découpé en parcelles revendues à des colons lyonnais ou données en métayage à des locataires, l'abbé fonde ce qui deviendra le noyau du futur village. Il lui donne le nom de Sainte Marie du Zit en hommage à Notre-Dame de Fourvière et en référence au nom de l'oued qui coule à proximité. Il est très vite rejoint par deux prêtres venus l'épauler pour accueillir les premiers orphelins qui arrivent le 30 septembre 1892,.

## Création de la paroisse
Le nouveau village est érigé en paroisse dès le 22 mars 1892. La construction d'une église s'impose. Ses matériaux de construction sont prélevés dans les ruines romaines de la basilique de Binda qui s'étendent à proximité. Non loin de là, on trouve également le site de Segermès célèbre pour sa basilique et son baptistère.
Une petite église de trente mètres de long surmontée d'un clocher-arcade et capable d'accueillir 200 fidèles est achevée en 1895 et bénie par l'abbé Reyboubet.
En 1899 s'ouvre un orphelinat de filles tenu par des sœurs franciscaines puis par des sœurs dominicaines de Monteils à partir de 1906. Il est baptisé « orphelinat Sainte Marguerite » en référence à Marguerite Crété dont le mari a financé ce nouvel établissement.
Le 20 mai 1900, la société de l'oued Ramel est dissoute et les terrains cédés à leurs occupants. L'abbé Boisard devient propriétaire de sa parcelle et y fait planter des vignes entretenues par ses pensionnaires. La population chrétienne augmente peu à peu. En 1906, on y compte 105 Français, 244 Italiens et un Maltais. On trouve beaucoup de charbonniers siciliens parmi eux : « Ils ont fui la misère de leur pays, mais ils la retrouvent ici, bientôt réduits à de vraies détresses. Ils vivent dans la brousse comme de vrais sauvages. Les enfants parlent un mauvais sicilien, difficile à comprendre. Les parents ont demandé un prêtre à Pâques ».
L'orphelinat est fermé en 1927 et remplacé par un internat où sont accueillis des élèves turbulents. Le village est finalement rattaché à la paroisse de Zaghouan en 1946.

## Bâtiment après l'indépendance
L'indépendance du pays provoque le départ de nombreux Européens vers la France et l'Italie mais la région, essentiellement agricole, est moins touchée que les grandes villes par le départ des fonctionnaires. La nationalisation des terres européennes le 12 mai 1964 change tout. Les colons français comme italiens sont expulsés de leur maison et n'ont d'autre choix que de quitter la région. Le modus vivendi signé entre le gouvernement tunisien et le Vatican le 10 juillet 1964 prend acte de cette disparition de la communauté chrétienne de Tunisie. La quasi-totalité des églises sont cédées au gouvernement tunisien avec l'assurance qu'elles ne seront utilisées qu'à des fins d'intérêt public compatibles avec leur ancienne destination. Propriété privée du domaine agricole, l'église de Sainte Marie du Zit n'est pas mentionnée car elle a déjà été confisquée par le biais de la loi du 12 mai.
L'église fait maintenant partie d'une exploitation agricole privée où elle sert de dépôt.